# William Wallace Wotherspoon

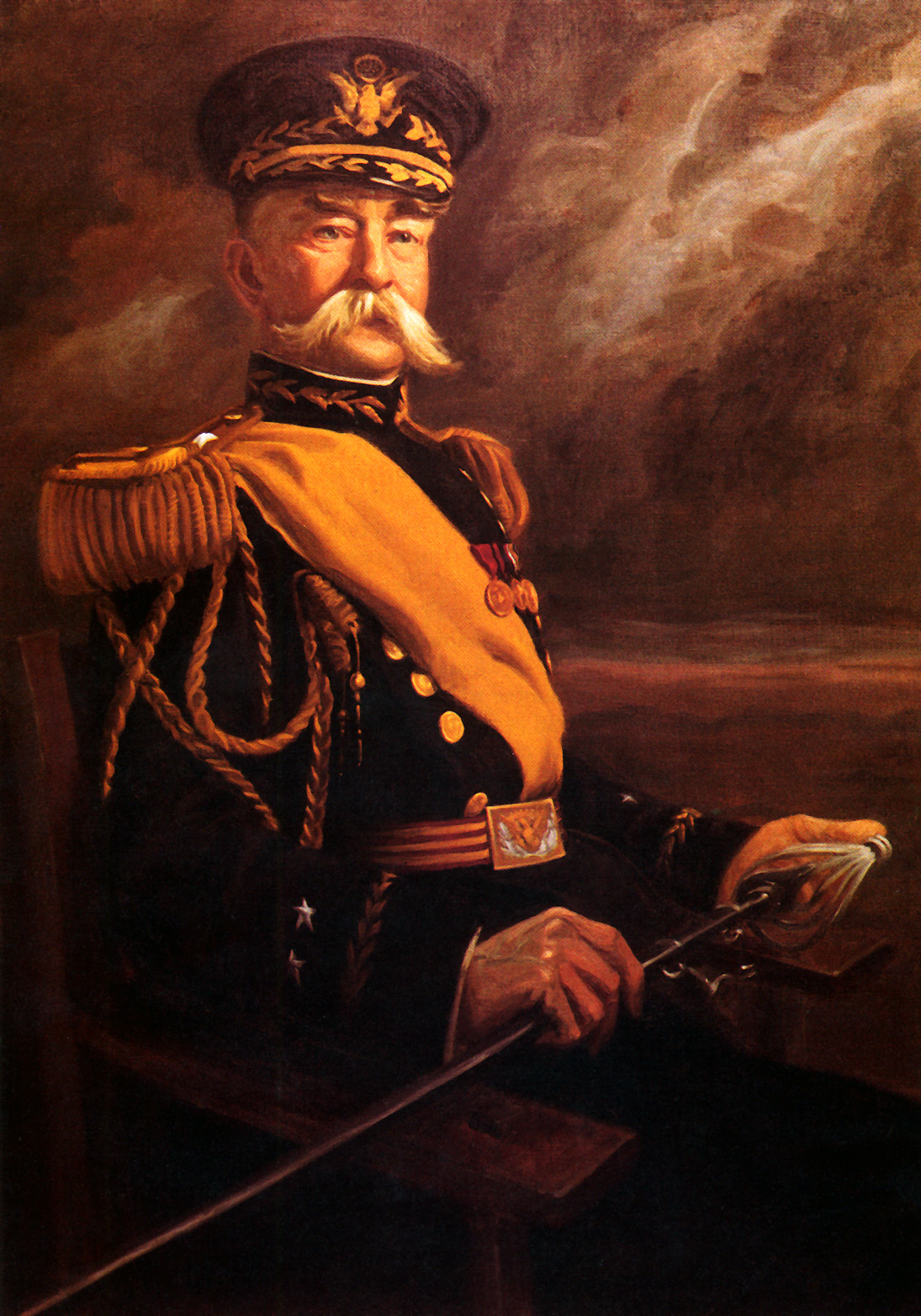
Generalmajor William Wallace Wotherspoon

William Wallace Wotherspoon (* 16. November 1850 in Washington, D.C.; † 21. Oktober 1921 ebenda) war ein US-amerikanischer Generalmajor der US Army, der unter anderem zwischen 1907 und 1909 und nach einer kurzen Unterbrechung erneut von 1909 bis 1912 Präsident des US Army War College sowie 1914 für einige Monate Chief of Staff of the Army war.

## Leben

### Ausbildung zum Offizier und Kriegseinsätze
Wotherspoon absolvierte seine schulische Ausbildung an Privatschulen und diente danach zwischen 1870 und 1873 als Maat auf verschiedenen Schiffen der US Navy. Im Oktober 1873 wurde er in die US Army übernommen und wechselte als Leutnant zum 12. Infanterieregiment. Er nahm zwischen 1874 und 1881 an den Indianerkriegen im Westen als Truppenoffizier sowie Quartiermeister und danach von 1881 bis 1887 im 12. Infanterieregiment nördlich von New York, ehe er zwischen 1888 und 1889 aus Gesundheitsgründen beurlaubt war. Danach war er als Superintendent des Armed Forces Retirement Home von 1889 bis 1890 für die Vergrößerung dieser Wohneinrichtung für ehemalige Soldaten in Washington, D.C., zuständig. Anschließend fand er zwischen 1890 und 1894 Verwendung in Fort Sully sowie den Mount Vernom Baracks, wo er eine Kompanie von gefangen genommenen Apachen ausbildete. Während dieser Zeit wurde er 1893 zum Hauptmann befördert und war 1894 kurze Zeit Adjutant von General Oliver Otis Howard, dem damaligen Kommandeur der Heeresabteilung Ost (Department of the East).
Anschließend unterrichtete Wotherspoon von 1894 bis 1898 als Professor für Militärwissenschaft und Taktik am Rhode Island College und war danach 1898 im Fort McPherson für die Rekrutierung und Organisation des 3. Bataillons des 12. Infanterieregiments verantwortlich. Mit diesem wurde er zu Beginn des Spanisch-Amerikanischen Krieges 1898 auf die Philippinen verlegt, wo er dann während des Philippinisch-Amerikanischen Krieges zwischen 1899 und 1901 als Zollinspektor in Iloilo tätig war. 1901 wurde er zum Major befördert sowie zunächst zum 30. Infanterieregiment versetzt und war danach Kommandeur des in Fort Leavenworth stationierten 2. Bataillons des 6. Infanterieregiments. Daraufhin war er von 1902 bis 1904 Dozent am dortigen General Staff College und wurde nach seiner Beförderung zum Oberstleutnant 1904 zum 14. Infanterieregiment versetzt. Nach seiner darauf folgenden Versetzung zum 19. Infanterieregiment war er Absolvent des US Army War College und blieb anschließend zwischen 1904 und 1906 dort als Direktor des Army War College.
Danach fungierte Wotherspoon von 1906 bis 1907 als Chef des Stabes der US-Interventionstruppen auf Kuba (Army of Cuban Pacification) und nach seiner Rückkehr 1907 als kommissarischer Präsident des Army War College sowie als Leiter der Dritten Abteilung des Generalstabes.

### Aufstieg zum Generalmajor und Chief of Staff of the Army

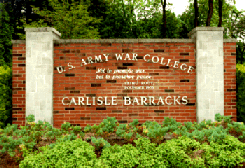
Zwischen 1907 und 1912 war Brigadegeneral Wotherspoon mit einer kurzen Unterbrechung Präsident des US Army War College in Carlisle

Am 21. Februar 1907 löste Brigadegeneral Thomas Henry Barry Wotherspoon offiziell als Präsident des Army War College ab und bekleidete diesen Posten bis zu seiner Ablösung durch Brigadegeneral Tasker H. Bliss am 19. Juni 1909. In dieser Funktion wurde er im Oktober 1909 ebenfalls zum Brigadegeneral befördert. Nach einer kurzzeitigen Verwendung als Assistierender Chef des Stabes der US-Armee übernahm er bereits am 1. Dezember 1909 von Brigadegeneral Bliss wieder den Posten als Präsident des Army War College, den er nunmehr bis zu seiner Ablösung durch Brigadegeneral Albert Leopold Mills am 1. Februar 1912 innehatte. In dieser Zeit war er hauptverantwortlich für die Umgestaltung des College von einer Abteilung des Generalstabes zu einer unabhängigen Bildungseinrichtung.
Nachdem Wotherspoon bereits am 15. Januar 1912 wiederum von Brigadegeneral Albert Leopold Mills den Posten als Kommandeur der Heeresabteilung am Golf von Mexiko (Department of the Gulf) übernommen hatte, erfolgte im Mai 1912 seine Beförderung zum Generalmajor. Am 17. August 1912 folgte ihm Brigadegeneral Robert K. Evans als Kommandeur des Department of the Gulf. Er selbst löste daraufhin am 1. September 1912 Generalmajor William Harding Carter als Assistierender Chef des Stabes des US-Heeres ab (Assistant to the Chief of Staff) und fungierte zugleich bis zu seiner Ablösung durch Brigadegeneral Hugh L. Scott am 21. April 1914 als Leiter der Abteilung für Heeresmobilisierung (Chief of the Mobile Army Division).
Am 21. April 1914 wurde Generalmajor Wotherspoon schließlich selbst Chef des Stabes des US-Heeres (Chief of Staff of the Army) und damit Nachfolger von Generalmajor Leonard Wood. In dieser Funktion wies er darauf hin, dass die Anzahl der Offiziere und Feldwebeldienstgrade nicht für Kampfeinsätze ausreiche und dass die Küstenverteidigung neu bewertet werden müsste, um gegen schwere Schlachtschiffe bestehen zu können. Des Weiteren erfolgte die Einrichtung einer Luftwaffenabteilung im Fernmeldekorps sowie die Fertigstellung und Eröffnung des Panamakanals. Am 15. November 1914 schied er aus dem aktiven Militärdienst aus und wurde als Chief of Staff of the Army von Generalmajor Hugh L. Scott abgelöst.
Zuletzt fungierte Wotherspoon zwischen 1915 und 1920 als Superintendent für öffentliche Arbeiten des Bundesstaates New York. Nach seinem Tode am 21. Oktober 1921 wurde er mit vollen militärischen Ehren auf dem Nationalfriedhof Arlington beigesetzt. Aus seiner 1887 geschlossenen Ehe mit Mary Adams Wotherspoon ging sein Sohn Alexander Somerville Wotherspoon hervor, der als Konteradmiral in der US Navy diente.

## Auszeichnungen
- Indian Campaign Medal
- Spanish War Service Medal
- Philippine Campaign Medal